# Kuzovàtovo
Kuzovàtovo (en rus: Кузоватово) és un poble (un possiólok) de l'óblast d'Uliànovsk, a Rússia, que el 2021 tenia 7.388 habitants. És la seu administrativa del districte municipal homònim.